# 岩崎氏
岩崎氏（いわさきし）は、陸奥国岩崎郡を本拠とした豪族。岩ヶ嵜氏（いわがさきし）とも。

## 概要
海道平氏の平忠衡の分家として矢作川沿い、藤原川沿いの岩崎郡と岩城郡の一部、菊田荘の一部を領有。当初は奥州藤原氏の家礼として臣従するも源頼朝の奥州合戦に遭い、岩城氏に遅れて鎌倉方に着く。
鎌倉時代には御家人として鎌倉に出仕する一方、家長は代々左衛門尉を名乗り、本家の西郷氏は岩崎郡長谷村堀之内を本拠とし、分家の北郷氏（内郷一帯）、姻戚の小川氏（小川）と共に岩崎郡を支配した。
寛正年間に嘉吉の内紛により岩崎郡・岩城郡の統一を目指した岩城隆忠・岩城親隆 (下総守)親子に攻められ、島倉城にて一度滅亡した。

## 歴史

### 岩崎入植と奥州藤原氏
「国魂氏系図」では平忠衡（高久三郎、海道平氏）の子の岩崎三郎忠隆を岩崎氏の祖としている。12世紀初め、平忠衡は岩城郡高久に進出、その3人の子がそれぞれ、好嶋荘、岩崎郡、高久に展開していった。
平泉の柳之御所跡から発掘された「人人給絹日記」には、奥州藤原氏の家礼として石埼次郎の名があり、中山は岩崎三郎忠隆の子と比定している。
この時期に白水阿弥陀堂を、入間田宣夫は、奥州藤原氏とは別個に独自に建立したとする。

### 鎌倉・南北朝時代
文治6年（1190年）の大河兼任の乱の際には、岩崎氏は鎌倉方の命令を待たずに迎撃に出発し、これを褒められている。
建長5年（1253年）、岩崎小三郎隆泰が姻戚の岡本親元と金成村を巡って相論している。
この頃、一族の娘が佐竹義胤に嫁ぎ、佐竹行義・小川宗義（のちに小川に進出）・豊間義照（のちに豊間に進出）を産んでいる。
建治元年（1275年）、「六条八幡宮造営注文」にて岩崎氏が7貫文の負担を申しつけられている。
弘安9年（1286年）11月13日、岩崎三郎左衛門尉隆時、金成村地頭・岡本孫太郎資親と共に、白鳥寺道尊を先達として上洛して熊野詣で。閏12月27日に戻る
文保2年（1318年）、長谷寺 (いわき市)の木造十一面観音像を仏師能慶に依頼して一族で造立、胎内文書に関連した一族（西郷氏、弁隆、隆泰、隆時、隆行、隆義、行泰、隆久、泰隆ほか）の名が記されている。
正中元年（1324年）12月、岩崎弾正左衛門尉隆衡、好嶋山相論で鎌倉幕府の遂行使となる
同3年（1326年）、岩崎隆連（北郷氏、岡本家文書によれば、金谷・津々良・秋山・後田・高坂・輪蔵6か村の地頭）が木造薬師如来坐像を仏師院誉に依頼して造立
。
暦応3年（1340年）、岩崎隆連の没後に娘の弟熊と孫の若熊が相論している。
寛正年間（1460年 - 1466年）に嘉吉の内紛により岩崎郡・岩城郡の統一を目指した岩城隆忠・岩城親隆 (下総守)に攻められ、島倉城にて一度滅亡した。